# Kengeri
Kengeri là một thị xã của quận Bangalore thuộc bang Karnataka, Ấn Độ.

## Địa lý
Kengeri có vị trí 12°54′B 77°29′Đ / 12,9°B 77,48°Đ Nó có độ cao trung bình là 826 mét (2709 feet).

## Nhân khẩu
Theo điều tra dân số năm 2001 của Ấn Độ, Kengeri có dân số 42.386 người. Phái nam chiếm 52% tổng số dân và phái nữ chiếm 48%. Kengeri có tỷ lệ 75% biết đọc biết viết, cao hơn tỷ lệ trung bình toàn quốc là 59,5%: tỷ lệ cho phái nam là 79%, và tỷ lệ cho phái nữ là 70%. Tại Kengeri, 11% dân số nhỏ hơn 6 tuổi.